# المسلمون الديمقراطيون في الدنمارك
المسلمون الديمقراطيون (بالدنماركية: Demokratiske muslimer)‏ هي منظمة سياسية في الدنمارك أسسها ناصر خضر وييلديز أكدوغان وآخرون في فبراير 2006 بعد تصاعد الجدل حول الرسوم الكاريكاتورية المسيئة للنبي محمد في صحيفة يولاندس بوستن، وترى المنظمة أن الرسوم الكاريكاتورية المسيئة هي من حرية التعبير، وتقول المنظمة أنها تهدف للتعايش السلمي بين الإسلام والديمقراطية. كان الاسم الأصلي للمنظمة هو "المسلمين المعتدلين"، لكنهم غيروا اسمهم بسرعة بعد التأسيس.
ترك ناصر خضر منصبه كقائد عام للمنظمة في 2007. في عامي 2009 و2011 ذكر مراقبون أن المنظمة لديها عدد قليل من الأعضاء ونشاط قليل، وأنها مجرد فقاعة إعلامية وسياسية.